# Mirei Shigemori

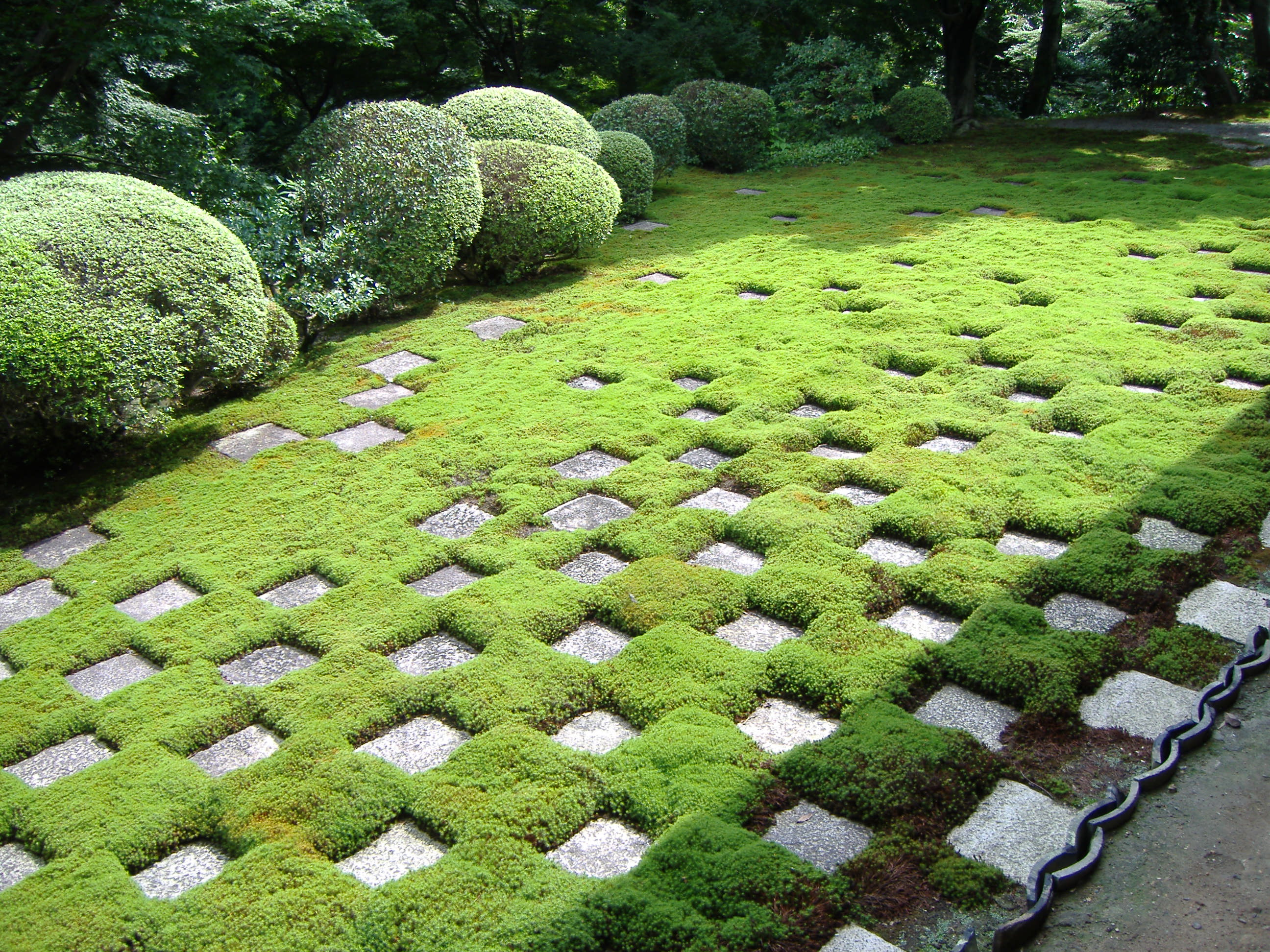
Jardí d'escumes del temple Tōfuku-ji (1939)

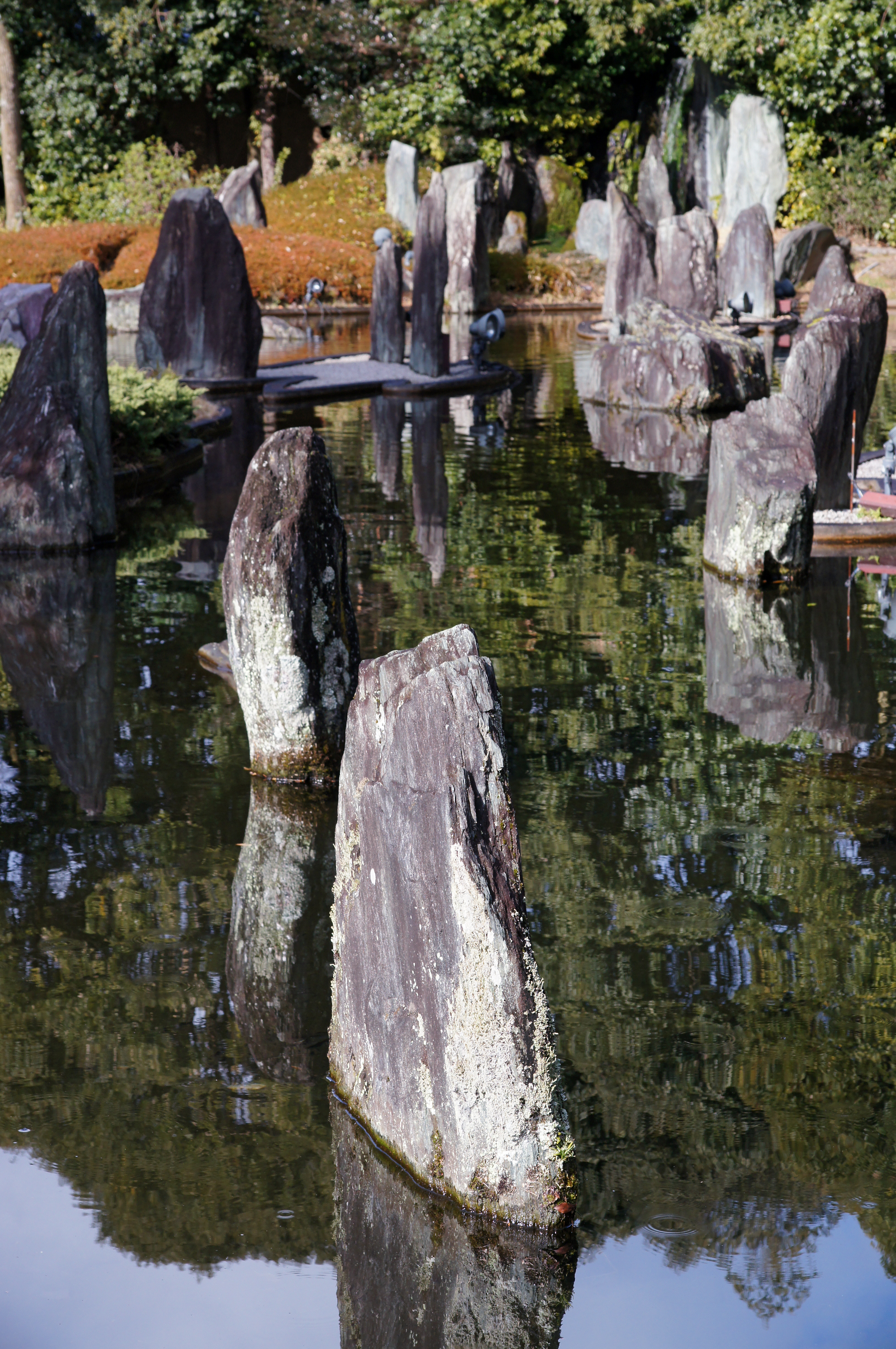
Jardí del Horai, Shofuen a Matsunoo Taisha à Kyoto (1975)

Mirei Shigemori (重森三玲) (Yoshikawa, prefectura d'Okayama, 1896-1975) era un dissenyador de jardins japonesos. És un dels principals actors del renaixement dels jardins al Japó, i un dels més destacats creadors de jardins zen del segle xx.

## Biografia
Mirei Shigemori va néixer a Yoshikawa un poble a l'oest de Honshu. Durant la seva adolescència, coneix l'art de la  cerimònia del te i de l'ikebana. El 1917, marxa a Tòquio i estudia art. Després del gran terratrèmol de Kantō de 1923, entra a Yoshikawa, després s'instal·la a Kyoto el 1929.
Entre 1930 i 1932, publica Nihon Kadō Bijtsu Zenshū, les obres completes sobre l'art d'arreglar les flors i un recull de nou volums sobre l'ikebana. El 1933, escriu Kyōto Bijutsu Taikan Teienhen, el volum consagrat als jardins del recull Art a Kyōto, i intenta en aquesta ocasió el seu primer llarg estudi dels jardins japonesos. Concep aleshores alguns jardins a residències privades, al voltant de Kyoto i Osaka.
El seu primer encàrrec important sobrevé el 1934, per al jardí del santuari Kasuga Taisha, a Nara. El 1938-39, intenta amb nombrosos assistents un catàleg detallat de més de 250 jardins al Japó; aquest és publicat sota el nom Nihon Teienshi Zukan (Història il·lustrada dels jardins japonesos). És aleshores que l'abat del temple de Tōfuku-ji li demana que renovi completament el jardí del temple. Shigemori fa aquesta renovació de franc, a canvi d'una llibertat de creació total. En aquesta ocasió, llança les bases del seu projecte de renaixement de l'art del jardí japonès mateix; i l'escaquer de pedres i de grumets del jardí oest esdevé la representació emblemàtica d'aquest renaixement.
Entre 1940 i 1949, es dedica essencialment a l'escriptura, publicant 33 obres durant aquest període. Torna a la concepció i la construcció de jardins a partir de 1950. En els seus darrers anys, reprèn l'escriptura (publica el Nihon Teienshi Taikei o “Inventari històric dels jardins japonesos” a partir de 1971), mentre que construeix els seus jardins més  avantguardistes.

## Obres
Jardins :
- Tōfuku-ji a Kyoto (1939)
- Kishiwada-jō a Kishiwada, prefectura d'Osaka (1953)
- Zuihō-in a Kyoto (1961)
- Sumiyoshi Jinja a Sasayama, prefectura de Hyōgo (1966)
- Matsunoo Taisha a Kyoto (1975)